# Грайфсвальдер-Бодден
54°13′22″ пн. ш. 13°32′48″ сх. д. / 54.222777777778° пн. ш. 13.546666666667° сх. д.
Грайфсвальдер-Бодден (нім. Greifswalder Bodden) — бухта на півдні Балтійського моря біля берегів землі Мекленбург-Передня Померанія, Німеччина. 
Затока має площу 514 км² і є найбільшою на німецькому узбережжі Балтійського моря 
.
Затока обмежується островом Рюген із північного заходу, материком із заходу та півдня, островом Узедом із південного сходу та островами Руден та Грайфсвальдер-Ойє й Поморською бухтою зі сходу. 
Затока також з'єднується з Балтійським морем вузькою протокою Штрелазунд, що відокремлює острів Рюген від материка. 
Північну частину затоки іноді називають затокою Рюгішер-Бодден.
Затока має сильно порізану берегову лінію, що утворює невеликі затоки всередині Грайфсвальдер-Бодден. 
Миси Менхгут (Східний Рюген) і Цудар (Південний Рюген) — перший фактично складається з кількох півостровів — поділяють затоку кілька дрібніших. 
У східній частині затоки розташовані острови Вільм, Кос, Римс і колишній острів , тепер мілина. 
Головний порт затоки — Грайфсвальд.
Грайфсвальдер-Бодден досить мілководний, середня глибина — 5,6 м, максимальна глибина — 13,5 м 
. 
Його вода скоріше солонувата, а не солона, внаслідок припливу прісної води з річок (солона вода зустрічається тільки на великих глибинах). 
Середня солоність - 7-8 PSU 
, 
5,3-12,2 ‰ 
..
До об'єднання Німеччини в 1990 році, на відміну від більшої частини узбережжя Східної Німеччини, затока Грайфсвальдер-Бодден була місцем занять водними видами спорту. 
Місцевий ландшафт давав змогу добре оглядати затоку, що дозволяло запобігти спробам залишити країну. 
Найближчим до затоки місцем поза Варшавського договору був, за 100 км, данський острів Борнгольм.